# Evangelische Pfarrkirche Scharten

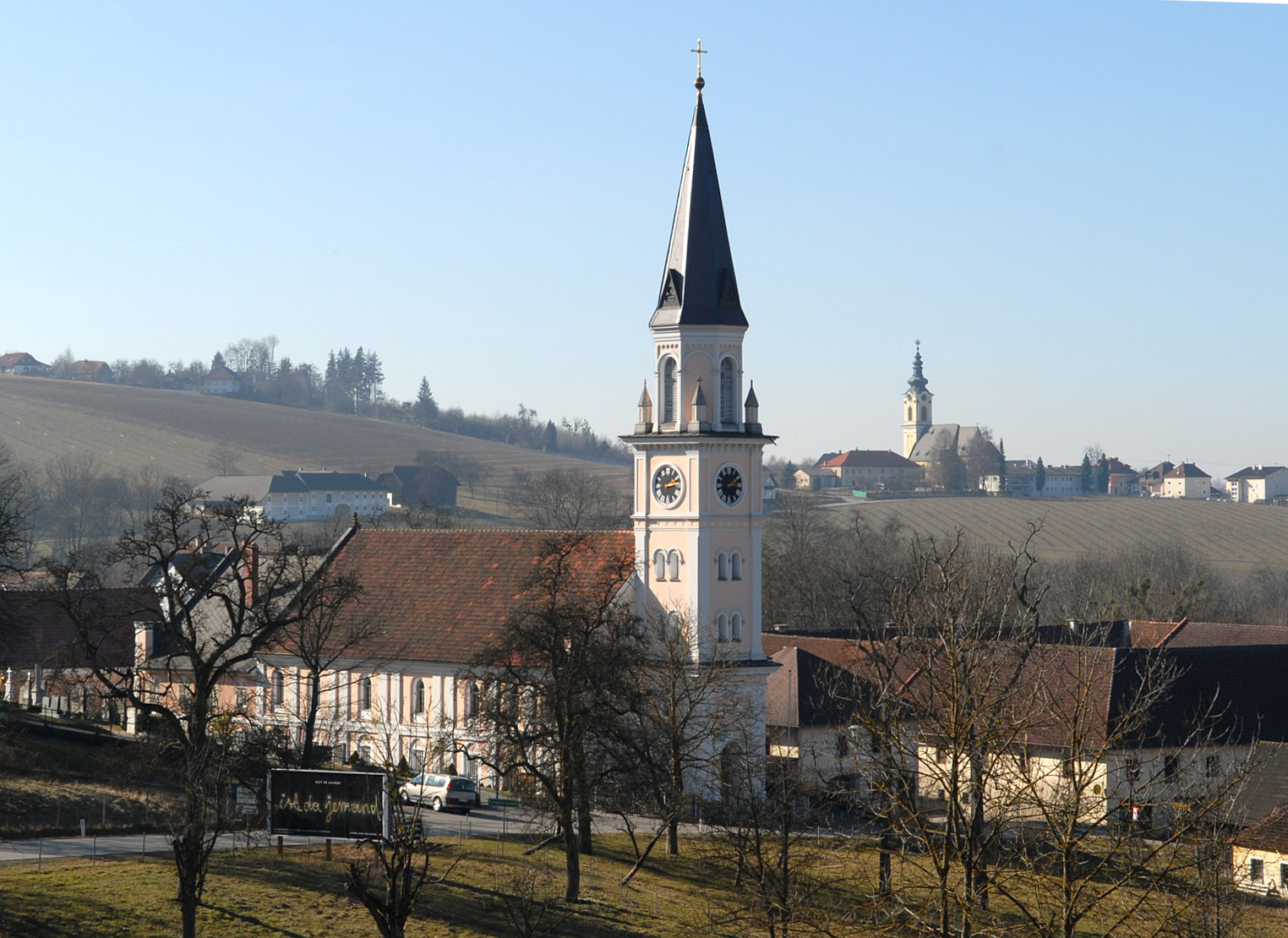
Evangelische Pfarrkirche (Toleranzkirche) Scharten

Die Evangelische Pfarrkirche Scharten in der Gemeinde Scharten in Oberösterreich stammt aus dem Jahr 1819. Die Pfarrgemeinde ist Teil der Evangelischen Kirche A.B. in Österreich und gehört zur Evangelischen Superintendentur Oberösterreich. Unter dem Titel Evang. Kirche A.B. zu Unterscharten steht sie unter Denkmalschutz. Die Kirche wird aus geschichtlichen Gründen auch als Toleranzkirche bezeichnet.

## Die evangelische Pfarrkirche
Die evangelische Toleranzkirche wurde 1819 erbaut. Die Kirche hat 900 Sitzplätze. Der Turm war anfangs für evangelische Sakralbauten noch nicht erlaubt, er wurde 1900 errichtet. Die 3 Glocken aus Lübeck wurden am Reformationstag 1900 das erste Mal geläutet. 1911 wurden die Kirchenfenster umgestaltet. Die Empore ist dreiseitig umlaufend. Die steinernen Säulen stammen aus dem ehemaligen Kloster Pupping. Das steinerne Taufbecken zeigt Jesus mit elf seiner Jünger. Die Kanzel ist neben dem Altar angebracht und besitzt einen Schalldeckel. Das Altarbild stammt von einem Gmundner Künstler aus dem Jahr 1877. Im Jahr 2003 wurde in den Turm ein Meditationsraum, die Psalmenkapelle eingebaut.

## Geschichte der evangelischen Gemeinde
Ab 1620 wurde der evangelische Glaube durch Ferdinand II. verboten. Die Religion lebte als Geheimprotestantismus in der Gegend weiter. Lutherbibeln und Andachtsbücher wurden unter größten Vorsichtsmaßnahmen nach Österreich geschmuggelt. Ein beliebter Versammlungsort in Scharten war der so genannte Predigtstuhl im Wald.
Das durch Kaiser Joseph II. erlassene Toleranzpatent von 1781 erlaubte die Wiedererrichtung evangelischer Pfarrgemeinden in den habsburgischen Landen. Im heutigen Österreich wurden bis 1795 insgesamt 48 Toleranzgemeinden geschaffen. Anfangs wurden die Gottesdienste in der Scheune von Paul Hehenberger abgehalten. Es hatten sich bereits über 300 Familien registrieren lassen, die Landesregierung verschleppte aber die Genehmigung zur Gemeindegründung. Aus diesem Grund fuhr eine Delegation nach Wien und wurde vom Kaiser persönlich empfangen. Auf seine Intervention hin wurde die Toleranzgemeinde A.B. Scharten genehmigt.
Der 9. Juni 1782 gilt als offizieller Gründungstag der evangelischen Pfarre. Scharten war in Oberösterreich der Ort, an dem nach dem Toleranzpatent die erste evangelische Gemeinde gegründet wurde. Dadurch wurde hier auch der erste offizielle Gottesdienst gefeiert und der erste evangelische Pfarrer eingestellt. Am 11. November 1782 konnte ein Bethaus in Holzbauweise eingeweiht werden. Im Jahr 1819 wurde das Holzgebäude abgerissen und die heutige Toleranzkirche erbaut und eingeweiht. Der Pfarrer Johann Christian Thielisch wurde am 19. Mai 1783 vom Kaiser zum ersten Superintendenten der Diözese Oberösterreich ernannt, diese erstreckte sich damals bis Tirol. Der 1830 zum Pfarrer bestellte Erich Martin Sääf war ab 1857 auch Superintendent. 1938 musste die Schule geschlossen werden. Das Gebäude wurde später in ein Gemeindezentrum umgebaut. 2019 wurde das 200-jährige Bestehen der Toleranzkirche gefeiert.